# Tarutyne (huyện)
Huyện Tarutyne (tiếng Ukraina: Тарутинський район, chuyển tự: Tarutynes’kyi raion) là một huyện của tỉnh Odessa thuộc Ukraina. Huyện Tarutyne có diện tích 1874 km², dân số theo điều tra dân số ngày 5 tháng 12 năm 2001 là 45175 người với mật độ 24 người/km2. Trung tâm huyện nằm ở Tarutyne.